# Devalapur (S.M.), Bagalkot
Devalapur (S.M.) là một làng thuộc tehsil Bagalkot, huyện Bagalkot, bang Karnataka, Ấn Độ.